# ヤン・ヴァイセンブルフ
ヤン・ヴァイセンブルフとして知られるヨハネス・ヴァイセンブルフ（Jan Weissenbruch、Johannes Weissenbruchとも、1822年3月18日 - 1880年2月15日）は、オランダの画家。都市の景観を描いた作品で知られ、版画家としても知られる。

## 略歴
デン・ハーグで生まれた。弟に画家になったイサーク・ヴァイセンブルフ(Isaac Weissenbruch: 1826-1921)とフレデリック・ヘンドリック・ヴァイセンブルフ(Frederik Hendrik Weissenbruch: 1828- 1887)がいる。いとこのヤン・ヘンドリック・ヴァイセンブルフ(1824-1903)も有名な画家になった。
1835年からデンハーグの美術学校（後に、Koninklijke Academie van Beeldende Kunstenとなる。）で学び  、Georg Hesslerや Antonie Waldorp、Isaac Cornelis Elink Sterkといった画家から指導を受け、特に風景画巻のサロモン・フェルフェール(Salomon Verveer: 1813-1876)から影響を受けた。1846年に1年ほどアムステルダムの美術アカデミーで学んだ。
主にハーグで活動したが、ユトレヒト州のリールダム(Leerdam)やヘルダーラント州のクレンボルフ(Culemborg)の風景も描いた。ベルギーも訪れ、リエージュのサン・ドニ教会(St Denis Church)も描いた。明るい陽射しの中の橋や運河のある都市の風景を描くのを好んだ。挿絵画家、版画家としても活躍し名声を得た。
美術学校を卒業して間のない1847年に、いとこのヤン・ヘンドリック・ヴァイセンブルフやウィレム・ルーロフス、バルトロメウス・ファン・ホーフェらと美術家集団、「プルクリ・スタジオ」の創立メンバーになり、バルトロメウス・ファン・ホーフェが初代会長になった。1848年には「プルクリ・スタジオ」のメンバーのランベルトゥス・ハルデンベルフ(Lambertus Hardenberg: 1822-1900)と「ハーグ版画クラブ(Haagsche Etsclub)」の設立に貢献した。1857年のハーグの展覧会で金賞を得た。
1860年代から、「広場恐怖症」に悩まされるようになったとされ、絵を描かなくなり、絵画修復の分野で活動するようになった。
デン・ハーグで没した。

## 作品

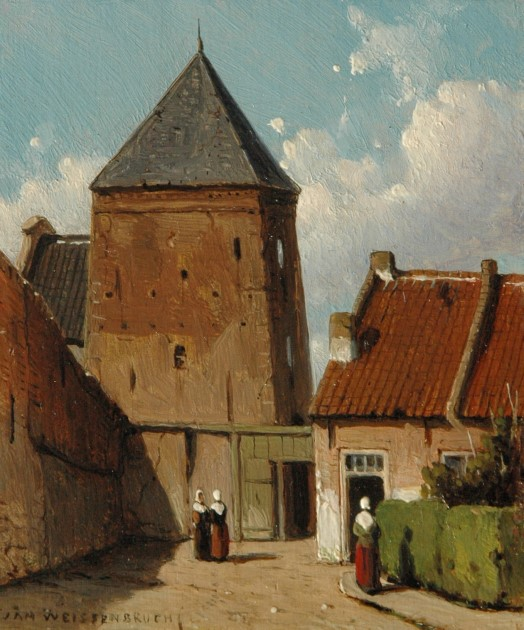
De Goilberdingerpoort in Culemborg, gezien vanuit het zuiden
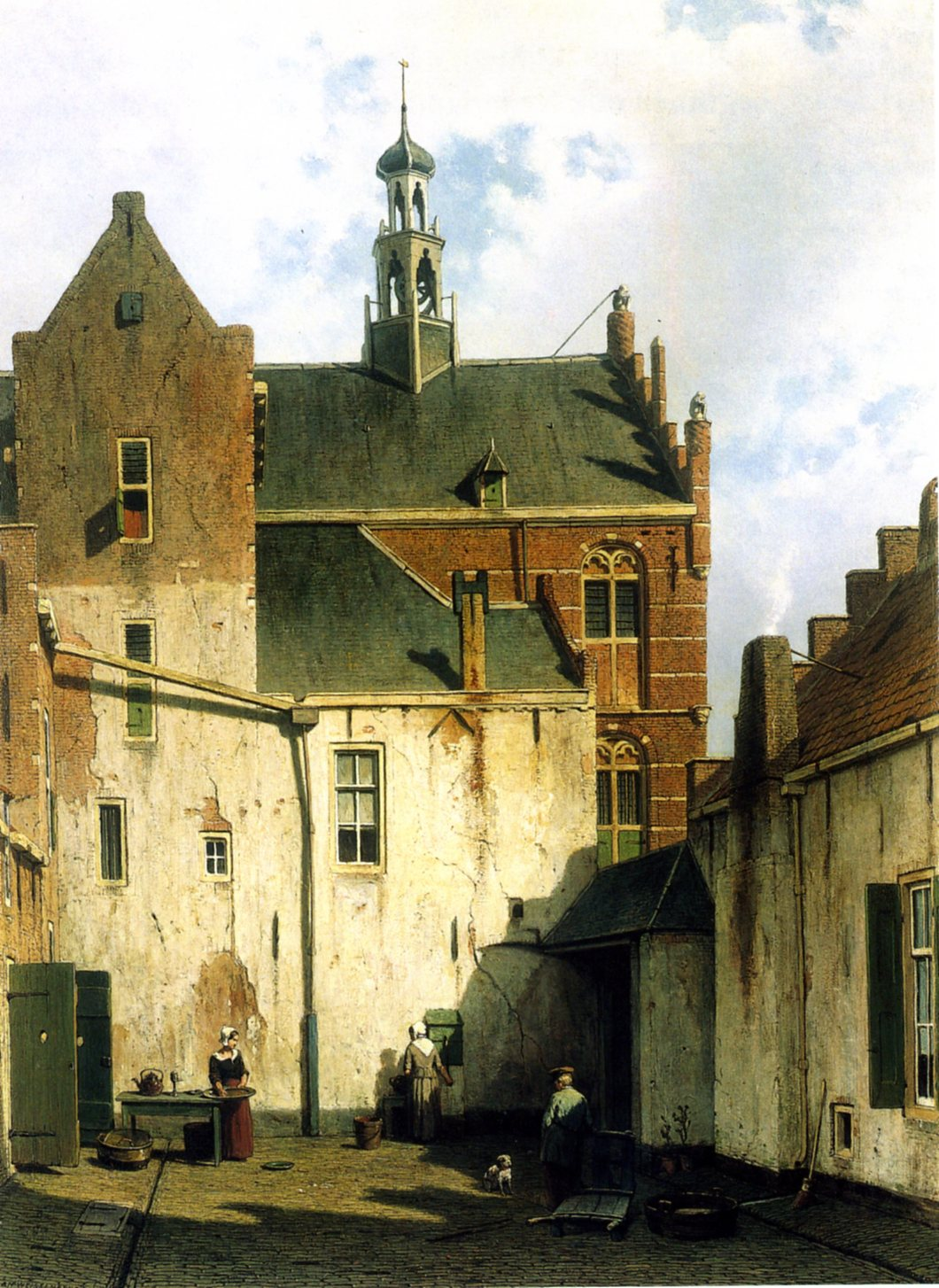
クレンボルフの市庁舎の中庭
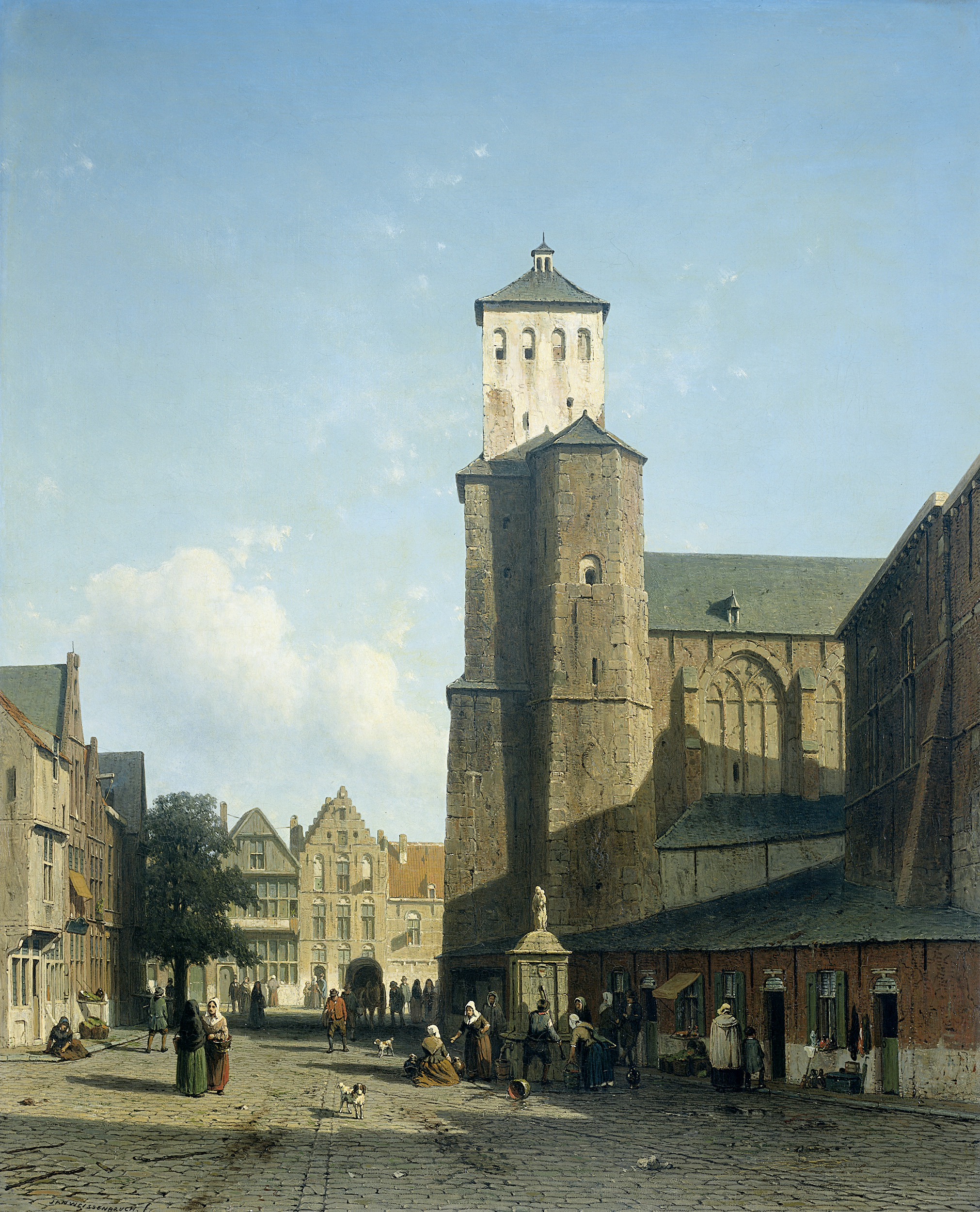
サン・ドニ教会
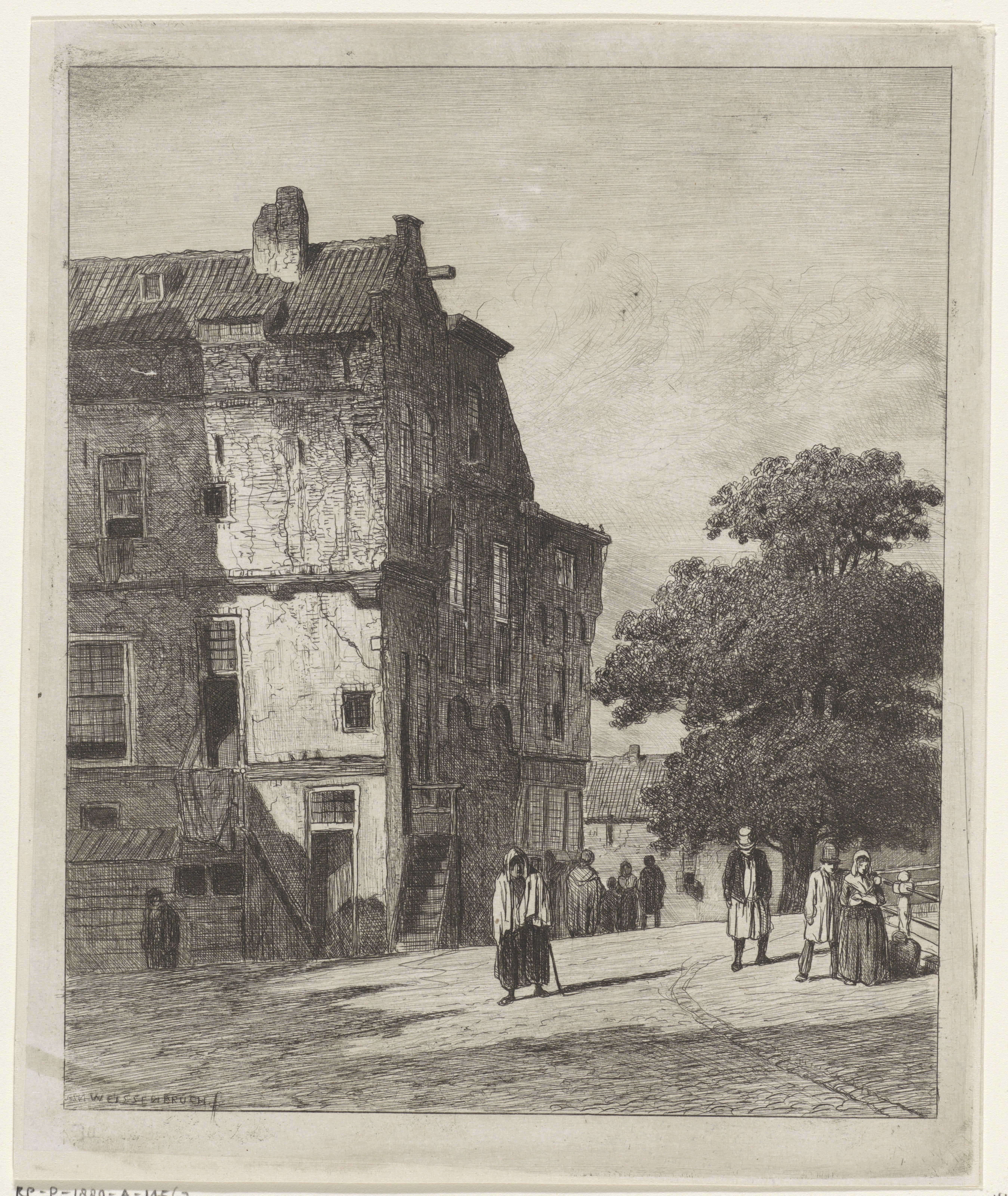
版画作品

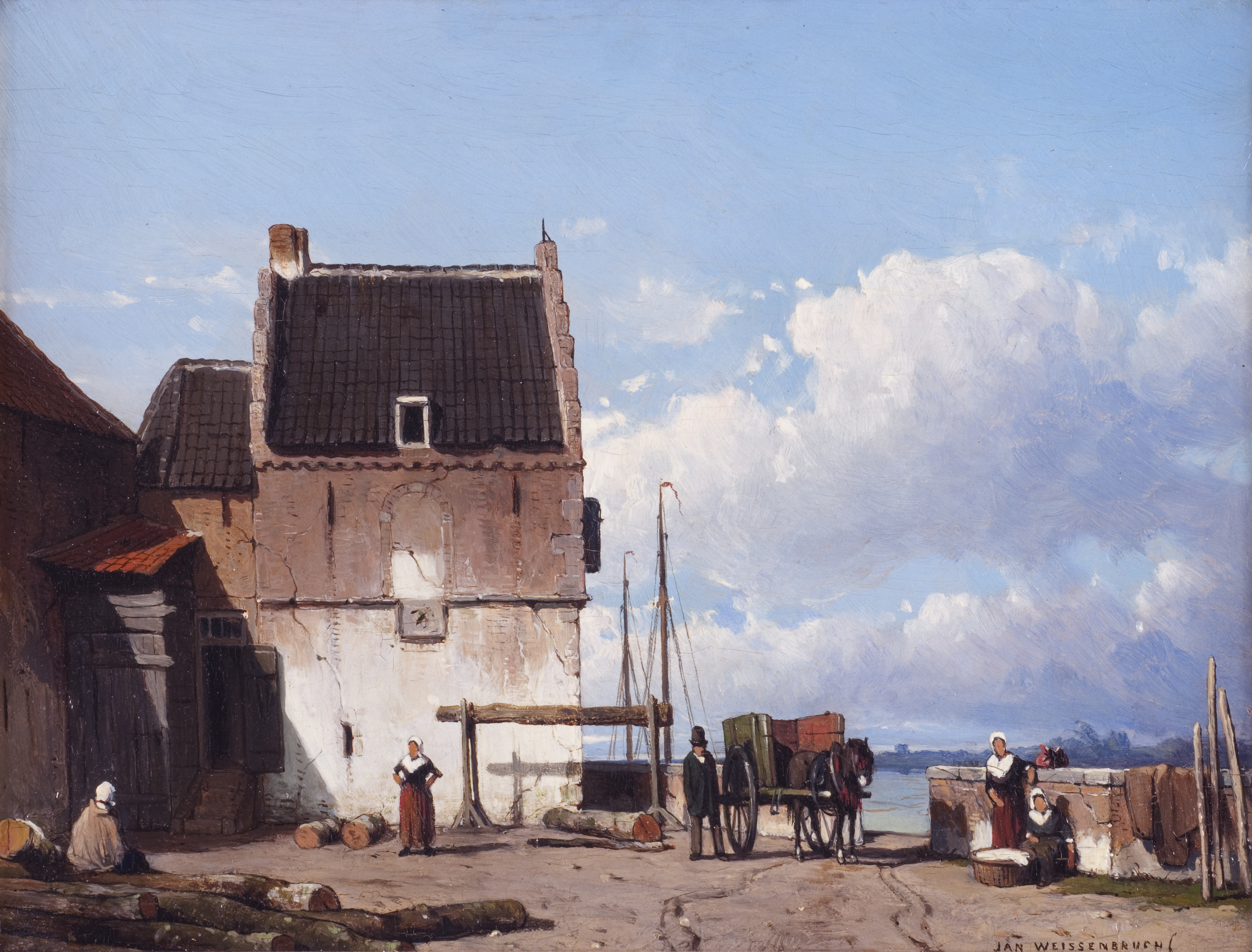
ナイメーヘンの港の風景
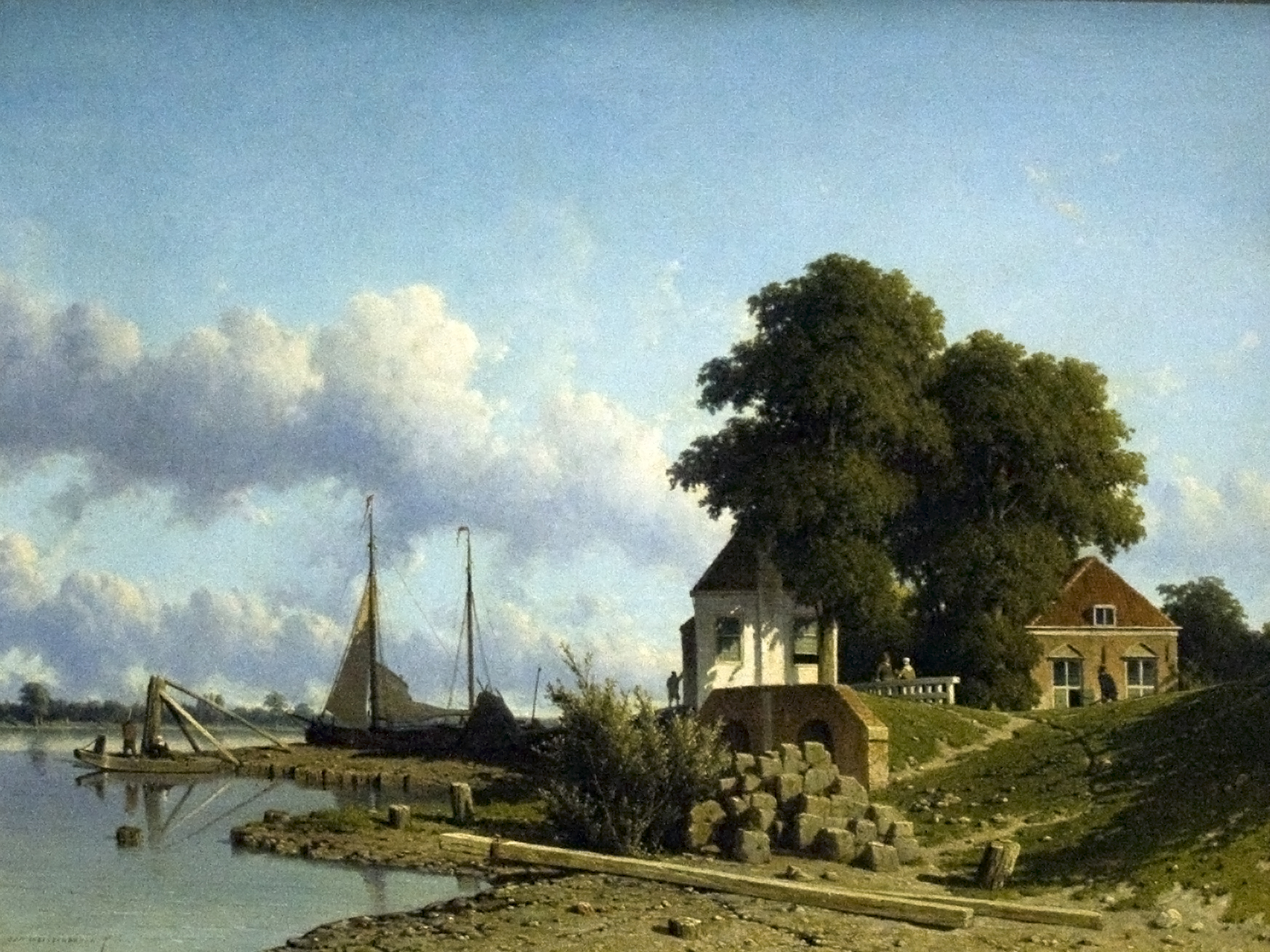
Aan de Lek bij Elshout
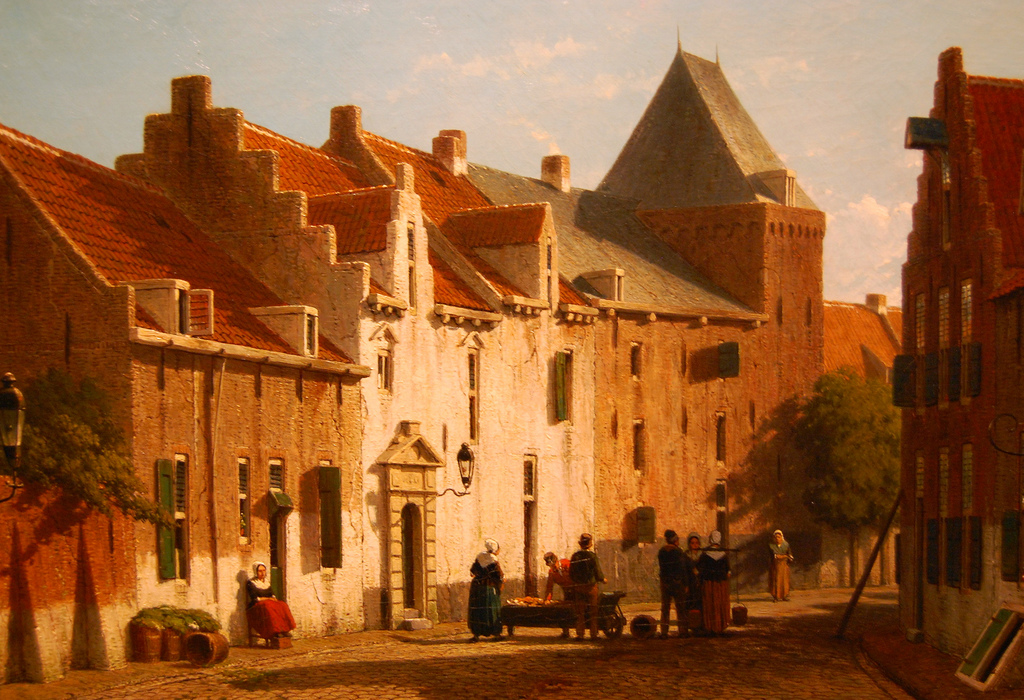
Gezicht op de Muurhuizen bij de Dieventoren te Amersfoort